# Архітеутис
Архіте́утис (Architeuthis) — рід кальмарів. Його представники є найбільшими безхребетними тваринами. Вони сягають загальної довжини 18 м, але більшість знайдених зразків мала розміри 10–14 м, хоча є ще багато зразків із розмірами 6–10 м. Загальна довжина включає тіло, голову, руки й два довгих годуючих щупальця, які значно довші, ніж решта тіла. Найважчі тварини важать близько тонни, але в більшості випадків вага становить 450 кг і менше. Ці гігантські кальмари також мають найбільші очі серед тварин світу; вони можуть бути з людську голову. Гігантські кальмари мають чорні чорнила, як і в малих, більш знайомих кальмарів. Нервова система кальмарів дуже велика, і вони навіть мають складний мозок. Система кровообігу закрита, що є чіткою характеристикою кальмара.
Тіло торпедоподібне з 2 трикутними бічними плавцями ззаду. Голова чітко відмежована від тулуба. Мають 10 щупалець, 2 з яких ловецькі.
Живуть у морях та океанах з солоністю води не менше 30 ‰. Живляться глибоководною рибою, такою як хоплостет помаранчевий і Macruronus novaezelandiae; самі є поживою для кашалотів.
М'ясо архітеутисів їстівне.
Белемніти, група головоногих, від яких походять сучасні кальмари, в тому числі Архітеутис, з'являється ще в карбоні. Найбільшого розквіту белемніти досягають в юрі. Екологічні умови того часу допускають існування ще більших видів.
З давніх часів мореплавці, які бачили архітеутисів, створювали оповідання про їх напади на людей, човни і т. д.; достовірність цих оповідань не підтверджена.
У січні 2020 повідомлено про розшифрування геному Architeuthis dux.